# سفيان الفاني
سفيان الفاني (بالإنجليزية: Sofian El Fani)‏ (و. 1974 – م) هو مصور سينمائي من تونس.

## وصلات خارجية
- سفيان الفاني على موقع IMDb (الإنجليزية)
- سفيان الفاني على موقع قاعدة بيانات الأفلام العربية
- سفيان الفاني على موقع ألو سيني (الفرنسية)
- سفيان الفاني على موقع أول موفي (الإنجليزية)
- سفيان الفاني على موقع قاعدة بيانات الأفلام السويدية (السويدية)
- سفيان الفاني على موقع قاعدة بيانات الفيلم (الإنجليزية)
- سفيان الفاني على موقع كينوبويسك (الروسية)

سفيان الفاني في قاعدة بيانات الأفلام على الإنترنت